# Capasa temperata
Capasa temperata là một loài bướm đêm trong họ Geometridae.